# Sozialistische Parlamentsfraktion (Finnland)
Die sozialistische Parlamentsfraktion war eine von August 1941 bis zum Frühjahr 1942 bestehende Fraktion im finnischen Reichstag ehemaliger Mitglieder der Sozialdemokratischen Partei Finnlands.
Die Fraktion bestand aus den Politikern Karl H. Wiik, Mikko Ampuja, Väinö Meltti, Yrjö Räisänen, Kaisu-Mirjami Rydberg und Cay Sundström. Johan Helo, der bei der Präsidentschaftswahl in Finnland 1940  Kandidat der Sozialisten war, gilt ebenfalls als einflussreiche Person, war jedoch nicht Abgeordneter im Parlament. Sie kritisierten den Kurs der finnischen Kriegsregierungen und forderten die Aufnahme von Friedensgesprächen mit der Sowjetunion. Bereits im Frühjahr 1942 löste sich die Gruppe auf, da die Mitglieder in Haft genommen wurden. Mit dem Ende des Fortsetzungskrieges 1944 und der Niederlage Finnlands mitsamt der damit verbundenen Amnestie für ehemals verfolgte Linkspolitiker gehörten die sechs Politiker zu den Gründern der Demokratischen Union des Finnischen Volkes, deren erster Vorsitzender Karl H. Wiik wurde. 